# Louise Bodin
Pour les articles homonymes, voir Bodin.

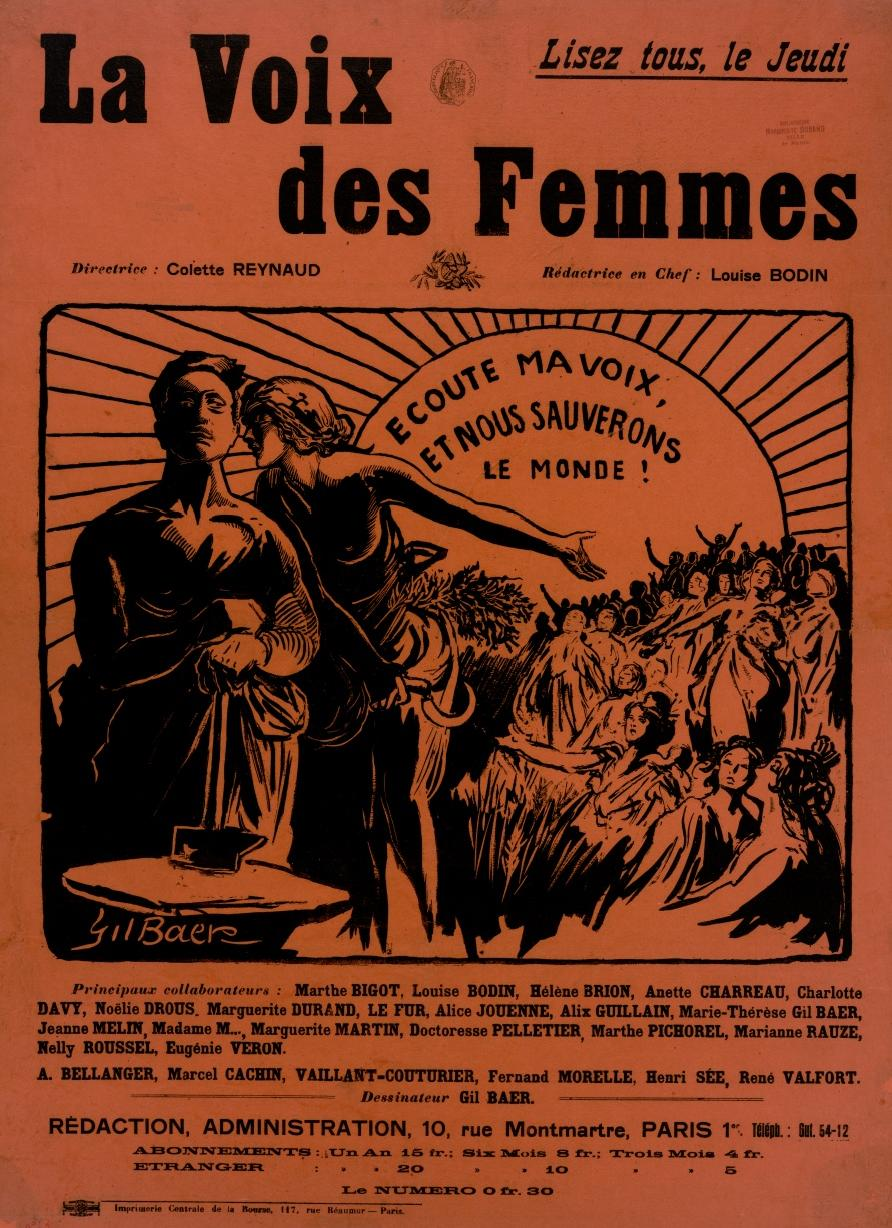
Louise Bodin a été rédactrice en chef de la Voix des femmes, revue hebdomadaire socialiste féministe et pacifiste refondée en 1917

Louise Bodin, née Louise Berthaut à Paris le 23 mai 1877 et morte à Rennes le 3 février 1929, est une journaliste féministe, pacifiste, suffragiste, socialiste française. Elle est membre du comité directeur du Parti communiste français de 1921 à 1922.

## Biographie
Née le 23 mai 1877 à Paris, Louise Bodin est élevée par son père, sympathisant de la Commune de Paris. Elle prépare le concours d'entrée à l'école normale de Sèvres, mais échoue et s'inscrit à La Sorbonne en lettres. Elle se marie, à Paris,[réf. souhaitée] en 1897 avec Eugène Bodin, dermatologue et professeur de l’École de médecine de Rennes, où le couple part s'installer. Elle y élève ses trois enfants.
En 1912, elle écrit pour les Nouvelles rennaises, dans lesquelles elle publie des critiques littéraires, des actualités sur les suffragettes, y promeut l'éducation des filles et la création de lycée de filles. Elle préside l'Union française pour le suffrage des femmes d'Ille-et-Vilaine.
En 1914, elle publie son premier roman Les Petites Provinciales. Pendant la Première Guerre mondiale, elle rejoint Marcelle Capy, Marthe Bigot et Jeanne Halbwachs au Comité international des femmes pour la paix permanente. 
Elle écrit dans La France et Les Hommes du jour à partir de 1916 et refonde le journal La Voix des femmes avec l'aide de Colette Reynaud, en octobre 1917. 
À l'instar de la journaliste Marguerite Durand, elle soutient Hélène Brion, institutrice pacifiste et féministe, lors de son procès en mars 1918. Hélène Brion est alors jugée pour propos défaitistes. Pour Louise Bodin, le féminisme est pacifiste. 
En 1919 elle lance une campagne pour placer les enfants abandonnés dans Le Populaire. En 1920, elle proteste dans l'Humanité sur le vote de la loi contre l'avortement et la contraception et reprend ce texte dans son ouvrage Au pays des repopulateurs, publié en 1922. 
En 1920 le 17e congrès national de la SFIO l'élit à la commission administrative de L'Humanité. Dès lors, elle va jouer un rôle essentiel pour l'implantation du Parti communiste en Ille-et-Vilaine. Elle devient secrétaire de la Fédération départementale du PC en 1921 et entre au comité directeur du PC où elle soutient la Gauche, et quitte en 1921 La Voix des femmes.
Alors qu’elle s’intéresse au sort des mutins de la Mer Noire emprisonnés, elle rencontre le jeune Charles Tillon dont elle influencera l’engagement politique. 
En 1922, dans la Voix communiste, organe de la Fédération d'Ille-et-Vilaine, dont elle assure la rédaction, elle commente les décisions du congrès national du PC à Paris, auquel elle a participé comme déléguée de sa Fédération[réf. souhaitée]. Puis en 1923 elle fait paraître Le Drame politique du congrès de Paris et organise le remplacement de La Voix communiste par La Bretagne communiste. En mai, malade, elle doit abandonner son activité pour plusieurs mois. Et au congrès fédéral de Dol de 1924, elle abandonne son poste de secrétaire fédéral. En août, toutefois, elle reprend la direction de La Bretagne communiste. 
Elle garde la rédaction du Prolétaire de l'Ouest, qui remplace La Bretagne communiste. La direction du PC la présente en 1926 comme étant attachée au Parti et à l'Internationale communiste. 
Elle rallie l'opposition à la direction du PC soviétique et rompt ses liens avec le PC français en 1927 en affirmant sa fidélité à Trotsky. 
Elle meurt à Rennes le 3 février 1929. Elle fut également défenseuse des femmes pauvres et des prostituées.
Son engagement journalistique est évoqué dans le documentaire de Fabien Beziat et Hugues Nancy Elles aussi étaient en guerre. 1914-1918.

## Œuvres
- Les Petites Provinciales, 1914.
- Le no 2 de la série Les Cahiers bretons, intitulé En Bretagne. Des livres. Des voyages. Des impressions. Des opinions., 1918
- Au pays des Repopulateurs, 1922